# Therese Etienne (Film)
Therese Etienne (Originaltitel: Thérèse Étienne) ist ein französisch-italienisches Film-Melodram aus dem Jahr 1957, entstanden nach dem Roman Therese Etienne (Originaltitel: Into the Abyss) von John Knittel. Die deutsche Erstaufführung fand am 21. März 1958 statt.

## Inhalt
Thérèse Étienne verlässt ihre Eltern und arbeitet in der Schweiz als Magd des reichen Gutsbesitzers Anton Müller. Seinen Annäherungsversuchen kann sie sich kaum widersetzen, so dass sie einen Selbstmordversuch unternimmt. Müller heiratet sie daraufhin. Ihre wahre Liebe, Müllers Stiefsohn Gottfried, schwängert sie. Nachdem Anton hinter die Affäre und ihre Folgen gekommen ist, vergiftet Therese ihn; Gottfried nimmt die Tat auf sich und gilt als Schuldiger, bis Therese die Wahrheit beichtet.

## Kritik
„Ein mit viel Seelenpein und Herzeleid routiniert in Szene gesetztes Melodram an der Grenze zum Kitsch, dem es bei aller atmosphärischen Dichte und sorgfältigen Gestaltung zu sehr an Tiefe mangelt, um Wesentliches über den Menschen oder "das Böse" aussagen zu können.“